# Hill City (Minnesota)
Hill City es una ciudad ubicada en el condado de Aitkin en el estado estadounidense de Minnesota. En el Censo de 2010 tenía una población de 633 habitantes y una densidad poblacional de 161,32 personas por km².

## Geografía
Hill City se encuentra ubicada en las coordenadas 46°58′53″N 93°35′37″O / 46.98139, -93.59361. Según la Oficina del Censo de los Estados Unidos, Hill City tiene una superficie total de 3.92 km², de la cual 3.31 km² corresponden a tierra firme y (15.71%) 0.62 km² es agua.

## Demografía
Según el censo de 2010, había 633 personas residiendo en Hill City. La densidad de población era de 161,32 hab./km². De los 633 habitantes, Hill City estaba compuesto por el 94.47% blancos, el 0.16% eran afroamericanos, el 2.53% eran amerindios, el 0% eran asiáticos, el 0% eran isleños del Pacífico, el 0% eran de otras razas y el 2.84% pertenecían a dos o más razas. Del total de la población el 2.21% eran hispanos o latinos de cualquier raza.